# Aegla humahuaca
Aegla humahuaca es una especie de decápodo aéglido integrante del género Aegla, cuyos miembros son denominados comúnmente cangrejos tanque, cangrejos pancora, cangrejos de agua dulce, falsos cangrejos o cucarachas de río. Este crustáceo habita en aguas dulces del centro-sur de América del Sur.

## Taxonomía
Esta especie fue descrita originalmente en el año 1942 por el biólogo carcinólogo estadounidense Waldo LaSalle Schmitt.
Localidad y ejemplares tipo
Fue descrita con ejemplares provenientes de la localidad de Humahuaca, en la provincia de Jujuy. El holotipo es un macho etiquetado como el MACN 8837, colectado por E. de Carles. El paratipo también es un macho, de la misma localidad.
Es simpátrica con A. jujuyana, de la que se la separa por la forma de las manos, la presencia de cresta palmar, y la cresta carpal no obsoleta.

## Distribución y hábitat
Este cangrejo habita en el fondo de arroyos, ríos, lagunas y lagos de agua dulce. Se distribuye de manera endémica en el noroeste de la Argentina, en el centro y sur de Jujuy, Salta, Tucumán, y en el río Salado en el noroeste de Santiago del Estero.
Jujuy
- Huacalera, Maimará, Tilcara, río Humahuaca, arroyo Purmamarca.

Salta
- San Antonio de los Cobres, Santa Rosa de Tastil, río Juramento, Metán, río Toro.

Tucumán
- Corralito (3400 m s. n. m.), Vipos, Siambón, Tafí del Valle (2000 m s. n. m.), El Suncho (cuenca del río de la Quinta), río Cochuna.

Santiago del Estero
- río Salado.

## Características y costumbres
Es un cangrejo pequeño, pero grande para el género, con promedios para los machos de 24,4 mm.